# ブライアン・モラン (政治家)
ブライアン・ジョセフ・モラン（英語：Brian Joseph Moran、1959年9月9日 ‐ ）は、アメリカ合衆国の政治家。民主党所属。バージニア州下院議員、バージニア民主党代表、バージニア州公安長官を歴任した。
モランは2009年のバージニア州知事選挙において、民主党擁立候補を選出する予備選挙に出馬したが、州上院議員クリー・ディーズに敗れた。

## 生い立ち
1959年9月9日にマサチューセッツ州ネイティックにて、7人兄弟の末子として誕生した。家はアイルランドからの移民の血筋であり、ローマ・カトリックの教派であった。父は元プロサッカー選手のジェイムズ・モラン。
13歳の時、彼はウォーターゲート公聴会を見るため電車でワシントンD.C.を訪れた。モランはフレイミングハム州立大学に入学し、続いてアメリカ・カトリック大学に入った。彼は1988年にコロンバス・スクール・オブ・ローでジュリス・ドクターの学位を取得した。
ブライアンの兄ジム・モランは連邦下院議員（バージニア第8選挙区選出）であり、ブライアンが州知事選挙の予備選挙を戦った際には、兄ジムは資金集め等で協力した。兄弟はいずれも北バージニアを地盤としている。銃規制や仮釈放など一部の問題については、兄弟で意見が分かれている。

## 政治活動

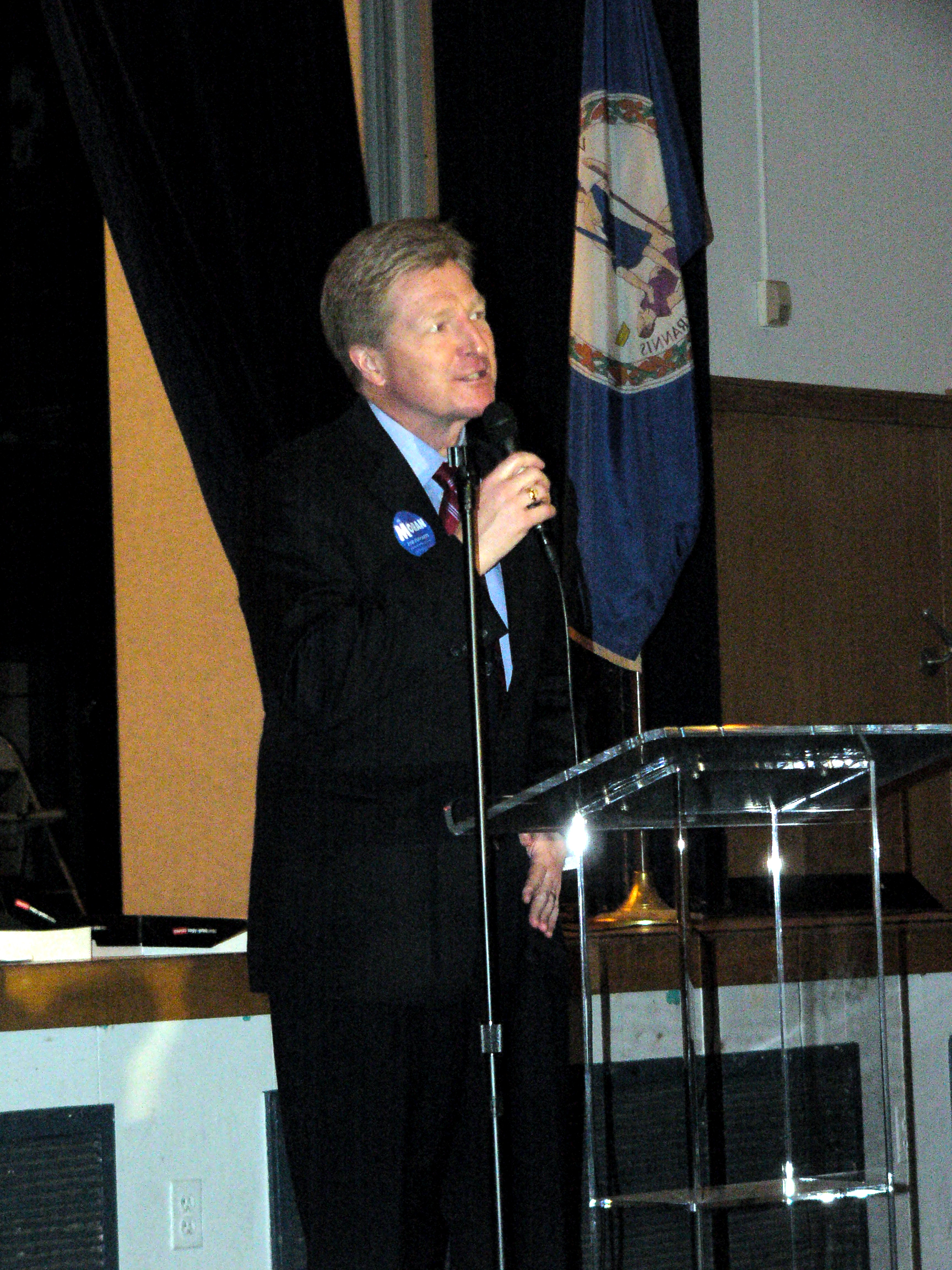
ブライアン・モラン（2007年）

モランは事務職を1年勤めた後、アーリントン郡で州検事補に採用。1995年は州検事室で7年間を過ごし、レイプや殺人などの案件を扱った。1994年、バージニア民主党代表マーク・ウォーナーの推薦で、州下院議員に立候補した。
州下院議員に当選後、モランは運輸委員、裁判所委員、保健福祉および福祉施設委員を務めた。彼は飲酒運転根絶を目指す母親の会による年間議員賞を複数回受賞した。また北バージニア技術審議会の「テック10」賞、フェアファックス郡商工会議所の「フレンド・オブ・ビジネス」賞も受賞した。
2006年、モランはバージニア保安官協会の年間議員賞を受賞。2008年12月12日、モランはバージニア州知事選挙に専念するため、州下院議員を辞任した。
2001年、下院民主党幹部会議長クリー・ディーズが州上院に当選したことに伴い、後任の議長にはモランが選出された。モラン在任中、民主党は毎回の総選挙で議席を増やし、最終的には100議席中44議席を獲得するようになった。2006年と2007年には州全域を訪問し、2007年の選挙に向けた下院議員候補者を募集・支援した。その結果、同年の選挙では下院全100議席に対して候補者を擁立することになった。
2009年、モランは州知事選挙活動のための資金調達委員会を設立した。モランは2009年州知事選挙の民主党予備選挙に立候補し、選対本部長にはマイム・レイリーが就いた。しかしながら結果は州上院議員クリー・ディーズが49パーセント超の得票を獲得し、モランはテリー・マコーリフに次ぐ3番目の得票に終わった。2010年12月4日、モランはバージニア民主党代表選挙でピーター・ルセロットを破り、党代表に選出された。
2013年12月、州知事選挙に勝利した民主党テリー・マコーリフは、モランをバージニア州公安長官に指名した。公安長官は閣僚の一員であり、バージニア州警察、州のアルコール飲料取締法、バージニア州矯正省、バージニア州兵を監督する。過去には元検事総長ジェリー・キルゴアやジョン・マーシャルが公安長官を務めた。2017年12月19日、新たに知事に当選したラルフ・ノーサムは、モランの公安長官続投を発表した。